# ブラジルバレーボール連盟
ブラジルバレーボール連盟（ポルトガル語: Confederação Brasileira de Voleibol）は、ブラジルでのバレーボールに関する活動を統括する団体。略称は、CBV。

## 沿革
- 1954年8月16日 - ブラジルバレーボール連盟が設立。

## 主催する主な大会
- スーパーリーガ
- サロンパスカップ

## 歴代会長
- カルロス・ヌズマン（1975-1997年）